# Costumbres mesoamericanas
Los pueblos de Mesoamérica tenían un alto nivel de moral que les permitía mantener una convivencia armónica entre ellos. Valores como el respeto, la abnegación y el sacrificio eran vitales en la sociedad prehispánica.
En las familias existía una división del trabajo que permitía a los padres salir a ganar el sustento y las madres podían mantener el hogar. Los hijos eran educados dentro de una severa disciplina que incluía castigos y estrictos principios morales. Los aztecas dieron especial importancia a la educación pues la consideraban vital para la unidad del imperio.
Así, en los códices Mendocino y Florentino se representan las etapas de la educación de un joven tenochca. En el calmecac se educaban los hijos de familias prominentes, con miras a ser sacerdote. En el telpochcalli vivían los hijos de macehuales, educándose para las artes de la guerra.
Los huehuetlatolli eran extensos libros que en forma de relato introducían al joven a la religión y a las costumbres de su pueblo. Fueron recopilados después de la conquista por fray Andrés de Olmos y Bernardino de Sahagún.